# Duurzaam en Rechtvaardig Samenleven
Duurzaam en Rechtvaardig Samenleven (DRS) is een Surinaamse politieke partij.

## Geschiedenis
De partij werd op 2014 geproclameerd door Clifford Marica, de oud-minister van Arbeid, Technologische Ontwikkeling en Milieu (2000-2006). De partij ontstond als een afsplitsing van de Surinaamse Partij van de Arbeid, waar hij lid van was, en een voortzetting van de Progressieve Surinaamse Volkspartij (PSV). De laatstgenoemde partij hief zich bij de proclamatie van DRS in 25 augustus 2014 op, dezelfde dag waarop de PSV zich 86 jaar eerder had opgericht. Voor de deelname aan de parlementsverkiezingen van 2015 kon de partij minstens 5300 leden aantonen. Tijdens de verkiezingen zelf bleef de partij steken op 664 kiezers, waarmee DRS de 1%-regeling niet haalde en buiten de De Nationale Assemblée bleef.
In november 2019 konigde ondervoorzitter Claudette Etnel aan dat de partij de verkiezingen van 2020 samen met een ander partij wil ingaan.